# Argia tezpi
Argia tezpi är en trollsländeart som beskrevs av Philip Powell Calvert 1901. Argia tezpi ingår i släktet Argia och familjen dammflicksländor. Inga underarter finns listade i Catalogue of Life.